# Spoorlijn Glückstadt - Glückstadt Hafen
De spoorlijn Glückstadt - Glückstadt Hafen was een Duitse spoorlijn in Sleeswijk-Holstein en was als spoorlijn 1213 onder beheer van DB Netze.

## Geschiedenis
Het traject werd geopend op 15 december 1847. Thans is de lijn gesloten en opgebroken.

## Aansluitingen
In de volgende plaats was er een aansluiting op de volgende spoorlijn:
Glückstadt
DB 1210, spoorlijn tussen Elmshorn en Westerland